# Cobles estrampes
Les cobles estrampes són una forma mètrica de poesia generalment de vuit versos, blancs o solts que formaven una estrofa en la mètrica catalana medieval. Era una combinació de versos, generalment decasíl·labs cesurats (4+6) d'art major, rima consonant i versos isosil·làbics. Posteriorment va ser coneguda com a Octava clàssica. El mot «estramp» prové del llatí strabo, strabonis que significa coix o garrell.
Amb tot la Cobla estrampa, que també provenia de la poesia trobadoresca, passà a la poètica catalana medieval amb certes consideracions que la diferenciaven de la Cobla (estrofa) normal. També tenia un esquema de dos quartets, vuit versos, amb preferència femenins, però no tenia rima, tots ells solts.
Els rims estramps són aquells que dins una cobla no són associats per l'acordança de rima. Definitivament, només si tots els versos de la cobla (estrofa) són sense rima podem parlar d'estramps. La cobla estrampa és aquella íntegrament construïda per versos d'aquesta forma. Han pervingut més de quaranta textos escrits en aquesta classe de versos. La tradició els ha anomenat unànimement versos o rims, estramps. Acompanyant el mot femení de cobla, estrampa. Foren usats inicialment per poetes com Andreu Febrer (1375-1444?) o Jordi de Sant Jordi (1400?-1429?)
De fet al corpus trobadoresc no hi ha composicions de versos estramps i les preceptives tolosanes no s'hi refereixen mai i, sí, en canvi, les catalanes com el Torcimany de Lluís d'Averçó. Amb tot, abans de la seva significació definitiva el terme va passar per diverses assignacions:

## Primer sentit
Apareix per primer cop en un poema d'Arnaut Daniel (s.XII) amb la forma estrampa, consignada a les Leys d'Amors tolosanes de la tradició occitana i, d'on passa als preceptistes catalans.
| « | Doutz brais e crits, lais e cantars e voutas aug dels auzels q’en lur latin fant precs qecs ab sa par, atressi cum nos fam a las amigas en cui entendem; e doncas ieu q’en la genssor entendi dei far chansson sobre totz de bell'obra que no-i aia mot fals ni rim’estrampa. | » |

Simplement es tracta del primer esment cronològic del terme, ja que tots els mots finals de vers es corresponen a una rima en les estrofes següents, amb una seqüència de (abCDEFGH) Així la referència d'A. Daniel vol significar “Rima Coixa”.
Els versos estramps han estat una «invenció» dels poetes catalans, amb suport del preceptistes locals com Jaume March I (1300-1375) i Lluís d'Averçó (1350-1412/15) que prenen una selecció d'elements de la tradició occitana i els donen nova forma.

## Segon sentit
D'aquí el terme prengué tota una nova matisació, com es pot veure en el quartet d'Andreu Febrer.
| « | ;Combas e valhs, puigs, muntanyes e colhs Qu-yeu am e cerff, e no fau res que folhs, de les millo0rs la millor, e suy seus; e si bé-m dis fos de s'amor stramps no me’n destulh plus que de carn fay lops. | » |

Aquí, el mot ja no es refereix a rimes i versos sinó a la relació del poeta amb la seva dama. Si bé la perceptiva fixa el sentit d'estramp com “vers solt”, Febrer es permet traslladar-lo al pla de la retòrica i al de l'eròtica: un amor lliure i deslligat, en un grau més de sofisticació per l'ús elaborat del terme.
Fins a la seva definició més clara alguns estudiosos l'havien considerat com «un afranquiment de tota càrrega de la rima», (però sembla que es tractava de cloure els versos amb mots sempre paroxítons (plans), amb una evident preferència per l'ús de paraules rima.
Els estudiosos de les tolosanes s'hi refereixen dient que la rima estrampa no es correspon dins la mateixa estrofa i sí en la següent (com el cas d'A. Daniel) D'altres diuen que les rimes que no es corresponen dins d'una estrofa reben el nom d'estrampes: “les rimes estrampas (boiteuses) sont isolées et ne trouvent leurs correspondantes que dans autres couplets” (les rimes estrampes (asimètrica) estan aïllades i només es corresponen amb les d'altres estrofes). Amb tot, no hi ha composicions d'aquesta classe en la lírica trobadoresca ni occitana.

## Tercer sentit
Prové d'Averçó, recollit al seu Torcimany, encara que mai el definís explícitament (Pujol, 53) Ens diu que els Estramps queden definits per la manca final d'acordança. Cap bordó estramp guarda paritat en llur final amb cap altre bordó. La Cobla estrampa exigeix versos no rimats, tot i que poden ser acabats en mots “sens pars en lo mon”.
Aquest mots-rima rars, únics, són els coneguts com rims fènixs.
La peculiaritat d'aquests rims és un sentit diferent als anteriors perquè els mots fènixs són aquells que no tenen parangó de cap rima possible, són únics i peculiars, per aquest motiu no tenen rima, cosa diferent dels estramps quepresenten la voluntat expressa de no casar amb cap altre mot de la composició, tot i poder-ne tenir la possibilitat.
D'aquells Jaume March I n'havia fet llista al seu diccionari de rimes El Llibre de Concordances del 1371, 55 dels 60 mots que hi figura són plans. Però també posa voluntat expressa de donar un repertori de mots-rima per als versos estramps i facilitar mots que no poden rimar amb cap altre, per tal d'usar-los en composicions de versos estramps i facilitar-ne la tria. Les proves de l'èxit del seu cabal és que el veiem reflectit en Estramps de Jordi de Sant Jordi, Roís de Corella, fins i tot de Pere Serafí.
Ja en temps d'aquest darrer veiem que aquest tercer sentit havia arrelat, fins al punt de trobar la progressiva tendència a assimilar els termes Estramp i Fènix. Pere Serafí anomena versos fènix als Estramps. Fa els dos termes sinònims de l'accepció singular (Pujol, 58).

## Quart sentit
El mallorquí Francesc d'Olesa a l'Art de Trobar del 1538 en dona una nova volta, però que ja serà la definitiva: “per tant si los bordons de una coble son sens consonantia, aquels rims se diuen strems o dissoluts (dissolt) (...) en tot lo dictat se guart lo dictador de iterar lo mateix rim no sols en una cobla, pero ni en altre de tot lo dictat; y quant mes seran los rims tals que no.s trobara consonantiu per aquels, tan serà en major estima la obra de tals rims estrems”.
Per tant, sense allunyar-se dels versos fènix de Pere Serafí, gira el sentit del terme Estramp cap vers la normalitat que avui els coneixem, posant a més un nou matís en l'estima de la composició, el valor que aconsegueix el poeta (lo dictador) amb la cura de la tria i la correcció perfecta de la seva estructura versificada.
Termes dispars:
Estramps/ estrampes: Versos absents de rima en tota la Cobla.
Espars : És el vers o versos solts dins d'una Cobla rimada.
Dissoluts: dissolts (DCVB).
Fènix: són mots que no poden fer rima amb cal altre “són sens par en lo món” (Pujol, p. 53).
Coix: No té la mesura que tota la resta de la composició. Seria inexacte.
Blancs: Si bé són versos sense rima, formant part de tota una composició, inclouen masculins i femenins, a diferència dels estramps que prefereixen aquests darrers.

## Exemples de cobles estrampes

### Andreu Febrer
"Sobre el pus naut element de tots quatre
Combes e valls, puigs, muntanyes e colls”.
(Descartem el mot final “ungla” de cada estrofa que és un recurs semàntic).

### Jordi de Sant Jordi
"(Estramps) Jus lo front port vostra bella semblança".

### Francesc de la Via
"No fonc donat tal joy en tot lo setgle".

### Ausiàs March
"Puis trob sol en amor, a mi sembla

Fantasiant, amor a mi descobre

No sec lo temps mon pensament immoble

Puis que sens tu, algú a tu no basta."

### Joan Roís de Corella
Oració a la sacratissima verge Maria, tenint son fill, déu Jesús, en la falda, davallat de la creu.